# Меч Бусидо
«Меч Бусидо́» (англ. The Bushido Blade) — фильм режиссёра Цугунобу Котани. Основная концепция фильма встречается в фильме «Красное солнце» (1971), также с участием Тосиро Мифунэ.

## Сюжет
В основе сюжета приключенческой картины — реальное историческое событие: визит в Японию американской военной эскадры под командованием коммодора Мэтью Перри, в результате которого в 1854 году был подписан японо-американский договор в Канагава. Главный герой фильма — американский морской офицер Хок, который отправился по приказу коммодора на поиски священного меча Бусидо, похищенного мятежными самураями. В Хока влюбляется японка из старинного самурайского рода, которая помогает ему в поисках и сражается вместе с ним.

## В ролях
- Джеймс Эрл Джонс — заключённый
- Санни Тиба — принц Идо
- Фрэнк Конверс — капитан Лоуренс Хок
- Тосиро Мифунэ — Абэ Масахиро
- Ричард Бун — коммодор Мэтью Перри
- Майк Старр
- Тимоти Патрик Мёрфи
- Фрэнк Конверс
- Уильям Росс
- Маюми Асано — Юки
- Лаура Гемсер — Томоэ
- Тэцуро Тамба — лорд Ямато

## Съёмочная группа
- Режиссёр: Цугунобу Котани
- Продюсеры: Жуль Басс, Бенни Корзен, Артур Ранкин
- Композитор: Мори Лоус
- Оператор: Масахару Уэда

## Слоган
«A ruthless struggle between two nations»